# Rómeó + Júlia
A Rómeó + Júlia vagy Rómeó és Júlia 1996-ban megjelent amerikai zenés film, William Shakespeare Rómeó és Júlia című tragédiájának adaptációja, melyet Baz Luhrmann rendezett. Rómeót Leonardo DiCaprio, Júliát Claire Danes alakította.
A történet modern környezetben, a Los Angeles-i Verona Beachen játszódik.
A film több díjat nyert, zenéje pedig ugyanannyira sikeres volt, mint maga a film, számos, a filmben hallható dal slágerlistás volt, mint például a The Cardigans Lovefool című dala vagy Kym Mazelle Young Hearts Run Free című feldolgozása.

## Történet
A film története nagy vonalakban megegyezik a shakespeare-i történettel, attól eltekintve, hogy modern környezetben játszódik. A leglényegesebb változtatás a végkifejlet: Júlia akkor ébred fel, amikor Rómeó épp a mérget issza, végső monológját pedig elhagyták, szótlanul lesz öngyilkos. Kimaradt Páris meggyilkolása is. Ezen felül a szövegen is változtattak némileg, néhol elhagytak belőle, máshol pedig hozzáadtak az eredeti szöveghez. A két rivális család kardok helyett természetesen lőfegyverrel harcol, autón üldözik egymást, Escalus herceg a filmben Prince kapitánnyá válik, aki Verona Beach rendőrfőnöke.

## Szereplők
| Szerep                          | Színész                     | Magyar hang           |
| ------------------------------- | --------------------------- | --------------------- |
| Júlia                           | Claire Danes                | Huszárik Kata         |
| Rómeó                           | Leonardo DiCaprio           | Kaszás Gergő          |
| Lőrinc barát                    | Pete Postlethwaite          | Dunai Tamás           |
| Ted Montague                    | Brian Dennehy               | Bácskai János         |
| Sampson                         | Jamie Kennedy               |                       |
| Tybalt                          | John Leguizamo              | Kálloy Molnár Péter   |
| Mercutio                        | Harold Perrineau            | Kálid Artúr           |
| Fulgencio Capulet               | Paul Sorvino                | Rajhona Ádám          |
| Dave Paris                      | Paul Rudd                   | Bede-Fazekas Szabolcs |
| Herceg                          | Vondie Curtis Hall          | Barabás Kiss Zoltán   |
| Dada                            | Miriam Margolyes            | Győri Ilona           |
| Baltazár                        | Jesse Bradford              | Csík Csaba Krisztián  |
| Patikus                         | M. Emmet Walsh              |                       |
| Gregory                         | Zak Orth                    |                       |
| Benvolio                        | Dash Mihok                  | Epres Attila          |
| Abra                            | Vincent Laresca             |                       |
| Petruchio                       | Carlos Martín Manzo Otálora |                       |
| Caroline Montague               | Christina Pickles           |                       |
| Gloria Capulet                  | Diane Venora                | Kiss Mari             |
| Peter                           | Pedro Altamirano            |                       |
| Sekrestyés                      | John Sterlini               |                       |
| Susan Santandiago (TV-riporter) | Harriet Sansom Harris       |                       |
| Rich Ranchidis                  | Michael Corbett             |                       |
| Bemondónő                       | Edwina Moore                | Illyés Mari           |
| Kóristafiú                      | Quindon Tarver              |                       |